# Reuland (Adelsgeschlecht)
Die Herren von Reuland waren ein mittelalterliches Adelsgeschlecht im Gebiet der heutigen Wallonie.
Sie waren Lehnsnehmer der Grafen von Vianden und wurden 1128 mit Johann I. de Reulant, Abt von Stavelot-Malmedy, erstmals urkundlich erwähnt.
Berühmtester Familienspross war Ritter Dietrich von Reuland, der sich als Löwe von Reuland beim Dritten Kreuzzug von Kaiser Barbarossa einen Namen machte.
1300 besetzte Arnold von Reuland die Saarburg bei Trier, an der die Herren von Reuland zuvor Rechte von den Grafen von Luxemburg erworben hatten. Er gab die Burg erst wieder frei, nachdem der Trierer Erzbischof Balduin von Luxemburg ihm im Jahre 1313 seine Rechte abkaufte.
Im Jahr 1313 starb das Geschlecht mit Arnold von Reuland aus. Sein Familiensitz, die Burg Reuland im heutigen Burg-Reuland, ging an die Herren von Blankenheim über.